# Tom Ford
Thomas Carlyle „Tom” Ford (n. 27 august 1961) este un designer vestimentar și regizor de film american. El a devenit faimos ca director de creație la Gucci și Yves Saint Laurent. În 2006, Ford și-a lansat propria linie de îmbrăcăminte, Tom Ford (stilizat TOM FORD). Ford a regizat filmul nominalizat la Oscar A Single Man (2009) și Nocturnal Animals (2016), câștigător al premiului juriului la Festivalul de Film de la Veneția.